# Kumarin
Kumarin er en organisk forbindelse, der dannes i mange planter. Det er dette stof, som giver den karakteristiske duft af nyslået hø, og det er det samme stof, der giver skovmærke og ikke mindst græsserne vellugtende gulaks og festgræs deres karakteristiske duft. 
Stoffet har  medicinsk betydning i og med, at det danner grundlaget for flere stoffer med antikoagulerende virkning (også kaldet "anti k-vitamin"). Dette udnyttes bl.a. i rodenticidet "Warfarin". Kumarin er let giftigt for lever, nyre og lunger og bør indtages i små mængder. I værste fald kan man få hovedpine og adfærdsændringer. Kræftfremkaldende i dyreforsøg med rotter og mus.
TDI (tolerabelt dagligt indtag) er 0,1 mg pr. kg kropsvægt. Kassiakanel indeholder mellem 5,8 mg og 12,1 mg kumarin pr. teskefuld, så en tsk. kassiakanel kan overskride denne grænseværdi. Ægte kanel indeholder i modsætning til kassiakanel stort set ikke kumarin.
Europa-Parlamentets og Rådets forordning (EF) nr. 1334/2008 beskriver følgende grænseværdier for kumarin i fødevarer: 50 mg/kg i traditionelt og/eller sæsonbestemt bagværk, der ifølge mærkningen indeholder kassiakanel, 20 mg/kg i morgenmadscerealier, herunder müsli, 15 mg/kg i fint bagværk med undtagelse af traditionelt og/eller sæsonbestemt bagværk, der ifølge mærkningen indeholder kassiakanel, 5 mg/kg i desserter.
En dansk undersøgelse fra 2013 viste at der var overskridelser af kumarin i knap 50 % af de analyserede produkter placeret i kategorien fint bagværk med undtagelse af traditionelt og/eller sæsonbestemt bagværk..